# ムワックレック駅
ムワックレック駅（ムワックレックえき、タイ語:สถานีรถไฟมวกเหล็ก）は、タイ王国中部サラブリー県ムワックレック郡にある、タイ国有鉄道東北線の駅である。

## 概要
ムワックレック駅は、タイ王国中部サラブリー県の人口約5万6千人が暮らすムワックレック郡に位置する。駅の正面側は南向きであり、町の中心部に位置するが、小さな町である。
バンコクから152.30km地点に位置しており、一等駅であるが特急、急行は停車せず、1日当たり12列車（6往復）の発着があり、その内訳は快速4往復、普通2往復である。当駅を含むマップカバオ駅より東側はすべて単線区間である。
2024年、長大トンネルを経由するバイパス新線が開通したことで当駅は分岐駅となった。

## 歴史
タイ最初の官営鉄道であるクルンテープ駅-アユタヤ駅間が1897年3月26日に開業した。その後ナコンラチャシーマに向け路線を延長し、1898年3月3日に当駅まで延伸開業した。開業後1年2ヶ月程は終点であったが、1899年5月25日にパークチョン駅まで延伸開業された事により中間駅となった。
- 1898年3月3日 - ケンコーイ駅 - 当駅間開業。
- 1899年5月25日 - 当駅 - パークチョン駅間開業。

## 駅構造
単式及び島式1面の複合型ホーム2面2線をもつ地上駅であり、駅舎はホームに面している。

## 駅周辺
国道2号線まで2km程であり、国道沿いにバス停留所、ホテル、病院等がある。
- アジア太平洋国際大学(5km)